# 蓼科高原

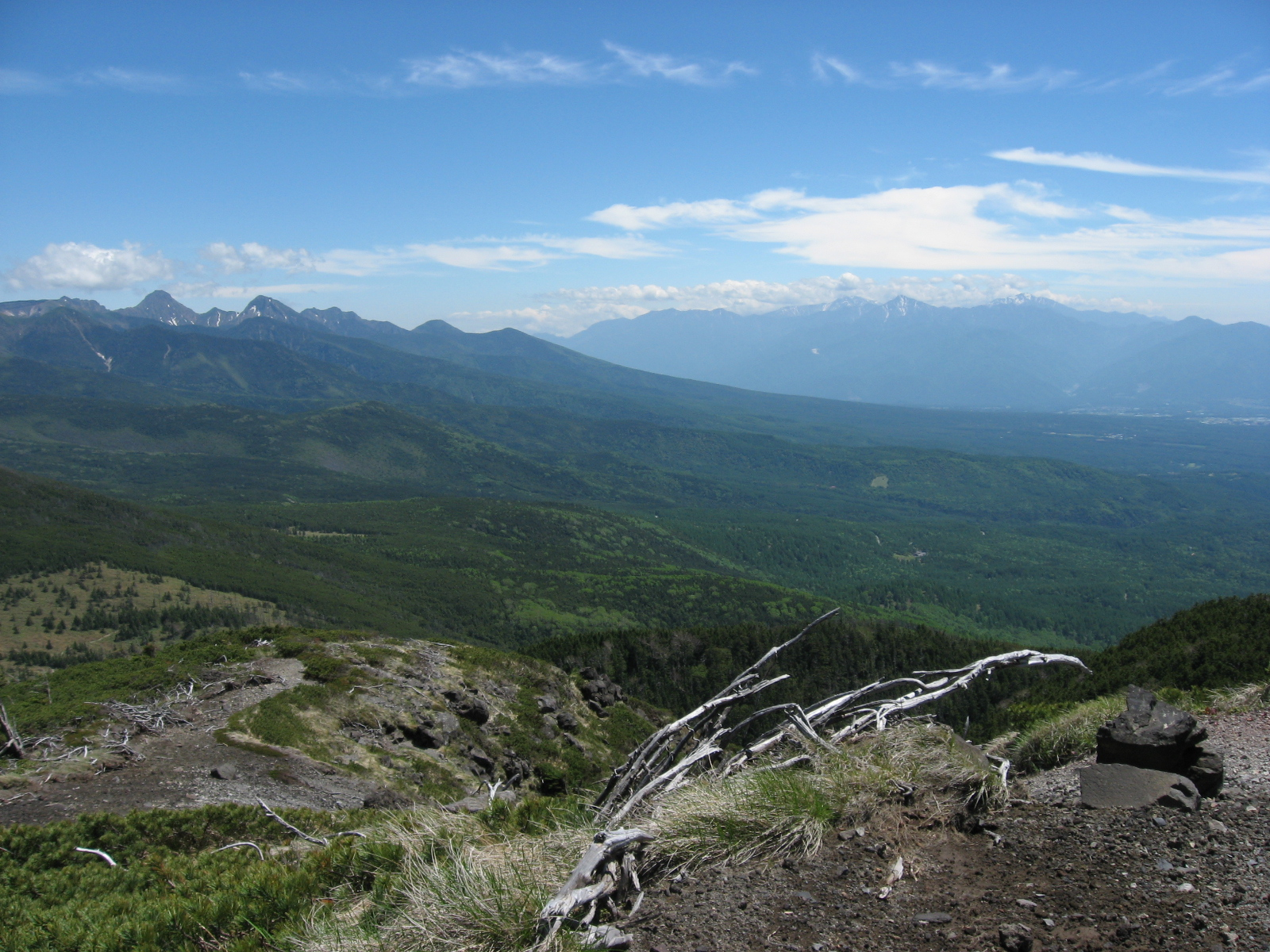
八ヶ岳山麓に広がる蓼科高原

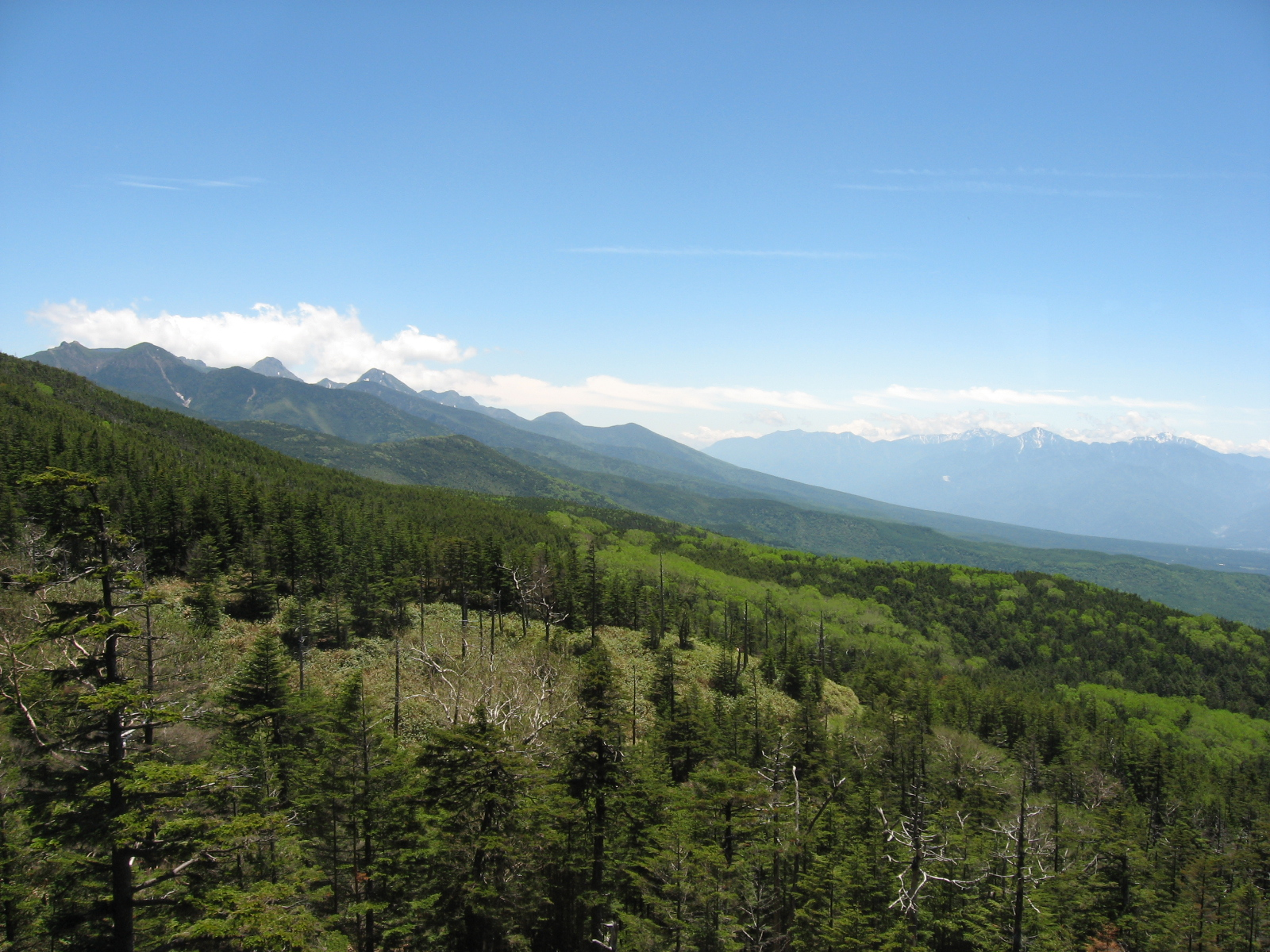
ピラタス蓼科ロープウェイより蓼科高原。左は南八ヶ岳、右は南アルプス。

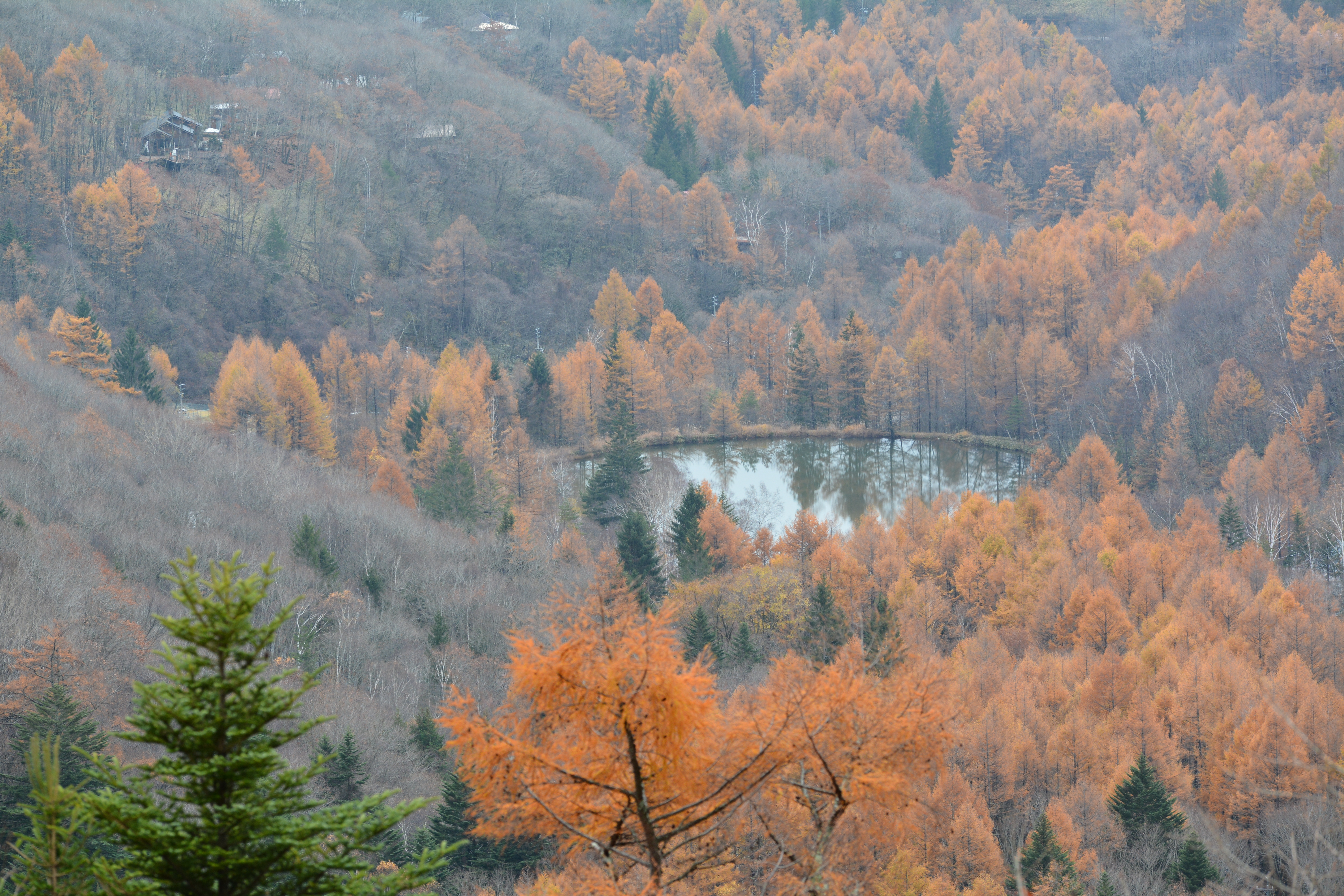
ビーナスライン沿いの女の神展望台から望む紅葉

蓼科高原（たてしなこうげん）は、長野県茅野市にある高原。北に蓼科山、東に八ヶ岳を望む。八ヶ岳中信高原国定公園に属する。蓼科高原、蓼科中央高原、奥蓼科温泉郷、白樺湖などのエリアに分けられ、西部の車山を蓼科高原の一部に含めることがある。
レジャー施設が多いほか、国道152号、国道299号、ビーナスライン（旧蓼科有料道路）が高原を縦横に貫き、ドライブコースとしても好眺望を楽しめる。

## 見どころ
- 蓼科湖
- 道の駅ビーナスライン蓼科湖
- 蓼科高原芸術の森彫刻公園[1]
- 北八ヶ岳ロープウエイ
- ピラタスの丘ペンション村
- 蓼科グリーンバレー
- 蓼科温泉郷
- 奥蓼科温泉郷 - 横谷温泉、渋御殿湯温泉、明治温泉
- 御射鹿池
- 蓼科大滝
- 乙女滝
- 小津安二郎記念館-無藝荘[注釈 1] - 小津安二郎記念蓼科高原映画祭の会場の一つ
- 新・雲呼荘野 - 野田高梧記念蓼科シナリオ研究所（前身、野田高梧の山荘「雲呼荘」）（記念館）
  - 公開時間・10:00 - 16:00（休館日・水曜日〈冬期休館〉)
- 蓼科アミューズメント水族館
- 蓼科高原美術館矢崎虎夫記念館
- 蓼科山聖光寺
- 蓼科高原バラクライングリッシュガーデン
- TINY GARDEN 蓼科
- 蓼科東急スキー場
- 白樺湖ロイヤルヒルスキー場
- 白樺リゾートスキー場
- ピラタス蓼科スノーリゾート
- 白樺湖（茅野市蓼科と北佐久郡立科町にまたがる境の湖）

### 隣接した北佐久郡立科町の施設
- 蓼科テディベア美術館
- 世界の影絵・きり絵・ガラス・オルゴール美術館（藤城清治）
- 森の美術館
- 白樺2in1スキー場
- 白樺高原国際スキー場
- 池の平温泉
- 白樺リゾート池の平ファミリーランド